# پریسلایش
پریسلایش (به آلمانی: Prislich) یک شهر در آلمان است که در لودویگسلوست-پارشیم واقع شده‌است. پریسلایش ۸۲۴ نفر جمعیت دارد.